# Деби осваја Далас
Деби осваја Далас (енгл. Debbie Does Dallas) је амерички порно-филм из 1978. године. Главне улоге играју: Бамби Вудс, Кристи Форд и Роберт Керман.

## Радња
Навијачице америчког фудбала настоје да прикупе довољно новца да пошаљу најбољи тим на аудицију у Далас. Деби, која је капитен тима, предлаже девојкама да зараде новац у слободно време пружајући сексуалне услуге својим послодавцима.
Овај филм се сматра једним од најзначајнијих током такозваног „Златног доба порнографије“. Филм је био веома успешан, продавши 50.000 примерака кад се појавио на видео касети, што је било најуспешније видео издање свог времена у жанру порно филма.

## Улоге
| Глумац        | Улога         |
| ------------- | ------------- |
| Бамби Вудс    | Деби Дентон   |
| Кристи Форд   | Мисти Винтер  |
| Роберт Керман | гос. Гринфелд |
| Робин Бирд    | гђа. Хардвик  |
| Ерик Едвардс  | гос. Хардвик  |
| Рики О'Нил    | Рики          |
| Џени Кол      | Ени           |
| Бил Бери      | Тим           |
| Аркадија Лејк | Теми          |

## Награде
- 2008: AVN Award „Best Classic DVD“
- 2010: AVN Award „Best Classic Release“ (30th Anniversary Edition)